# Jean-François Cail

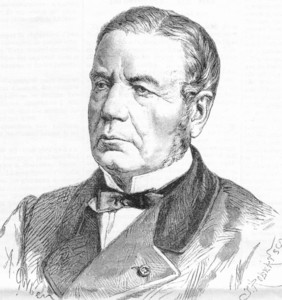
Jean-François Cail

Jean-François Cail (Chef-Boutonne, 8 februari 1804 – La Faye, 22 mei 1871) was een Franse ingenieur en industrieel.
Samen met Charles Derosne was hij actief in de bouw van suikerfabrieken en locomotieven. Na de dood van Derosne in 1848 richtte Cail in 1850 de Société J. F. Cail & Cie op, een bedrijf dat locomotieven bouwde, maar ook metaalconstructies zoals bruggen en viaducten. In 1865 telde het bedrijf circa tienduizend werknemers, en had het vestigingen in Parijs, Denain, Douai, Valenciennes, Brussel, Amsterdam, Moskou, Smila en Sint-Petersburg, en agentschappen op Cuba, Guadeloupe, Martinique, Réunion, Mauritius, en Java. Voor de Wereldtentoonstelling van 1867 leverde het bedrijf veel ijzeren spanten.
Cail liet aan een straat in het 10e arrondissement in Parijs kleine maar degelijke huizen bouwen om spoorwegarbeiders dicht bij het Gare du Nord te huisvesten. Deze straat werd in 1886 naar hem genoemd. Voor zichzelf liet hij in 1865 een herenhuis bouwen langs de boulevard Malesherbes.
Hij overleed op 67-jarige leeftijd en werd begraven op Père-Lachaise, waar een pad naar hem is genoemd. Hij is een van de 72 Fransen wier namen in reliëf op de Eiffeltoren zijn aangebracht. 

## Trivia

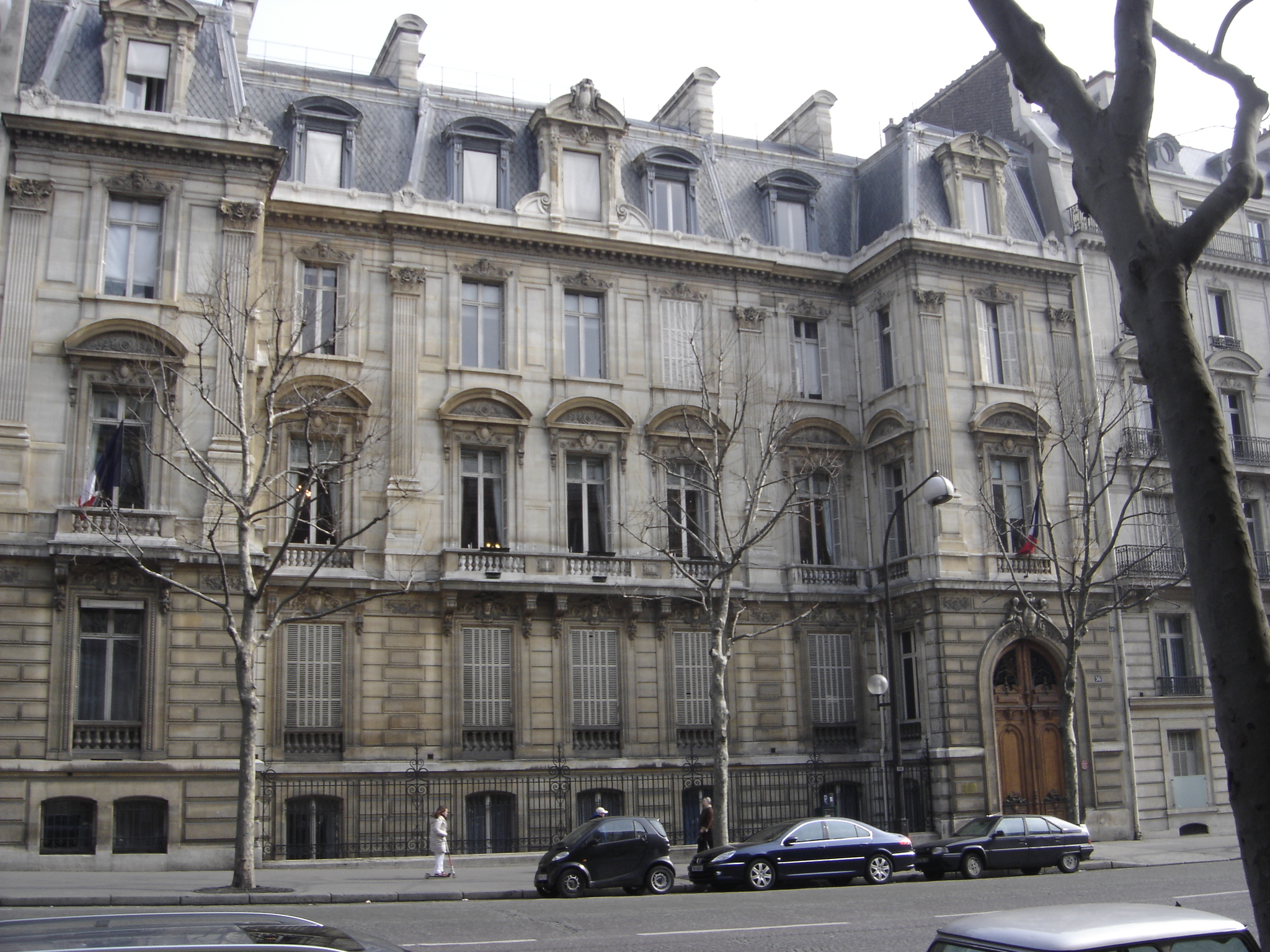
Marie van het 8e arrondissement

- Zijn herenhuis is sinds 1926 in gebruik als gemeentehuis (mairie) van het 8e arrondissement van Parijs.
- Jules Verne noemt Cail verschillende malen, onder andere als constructeur van de tanks van de Nautilus.[4]